# Pultenaea whiteana
Pultenaea whiteana là một loài thực vật có hoa trong họ Đậu. Loài này được S.T.Blake miêu tả khoa học đầu tiên.